# Pulsar (zegarki)

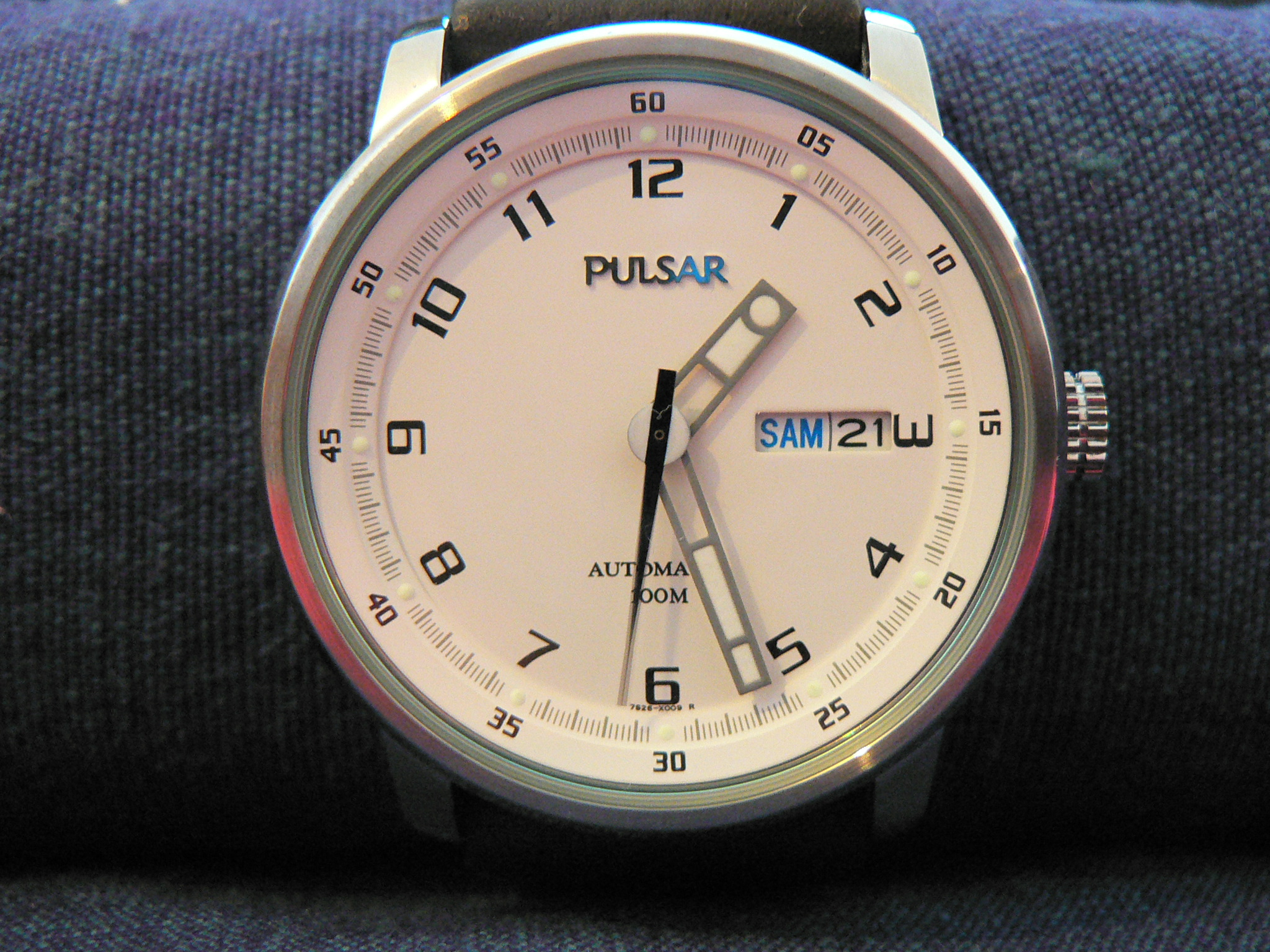
Zegarek marki Pulsar

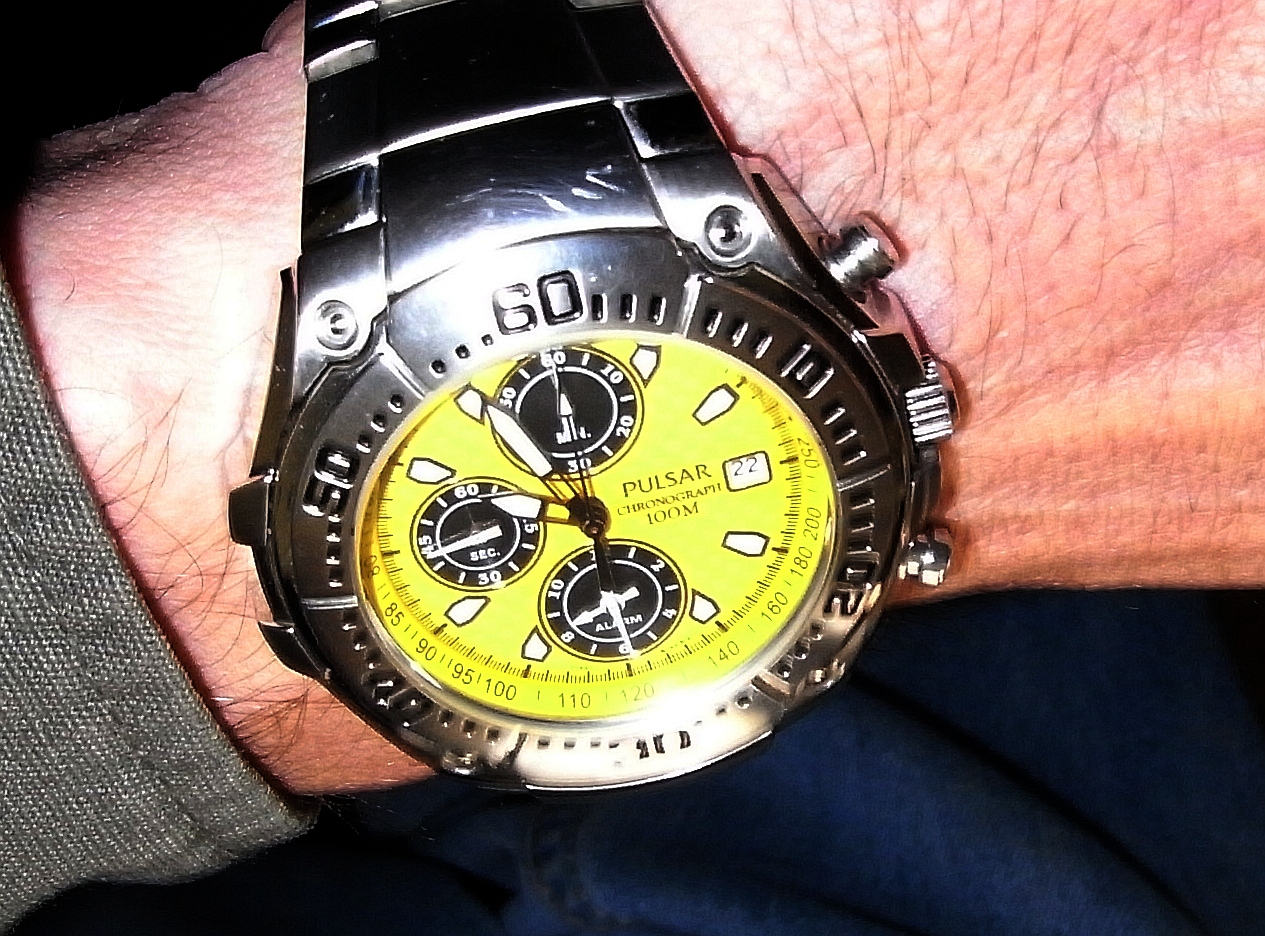
Zegarek kwarcowy marki Pulsar

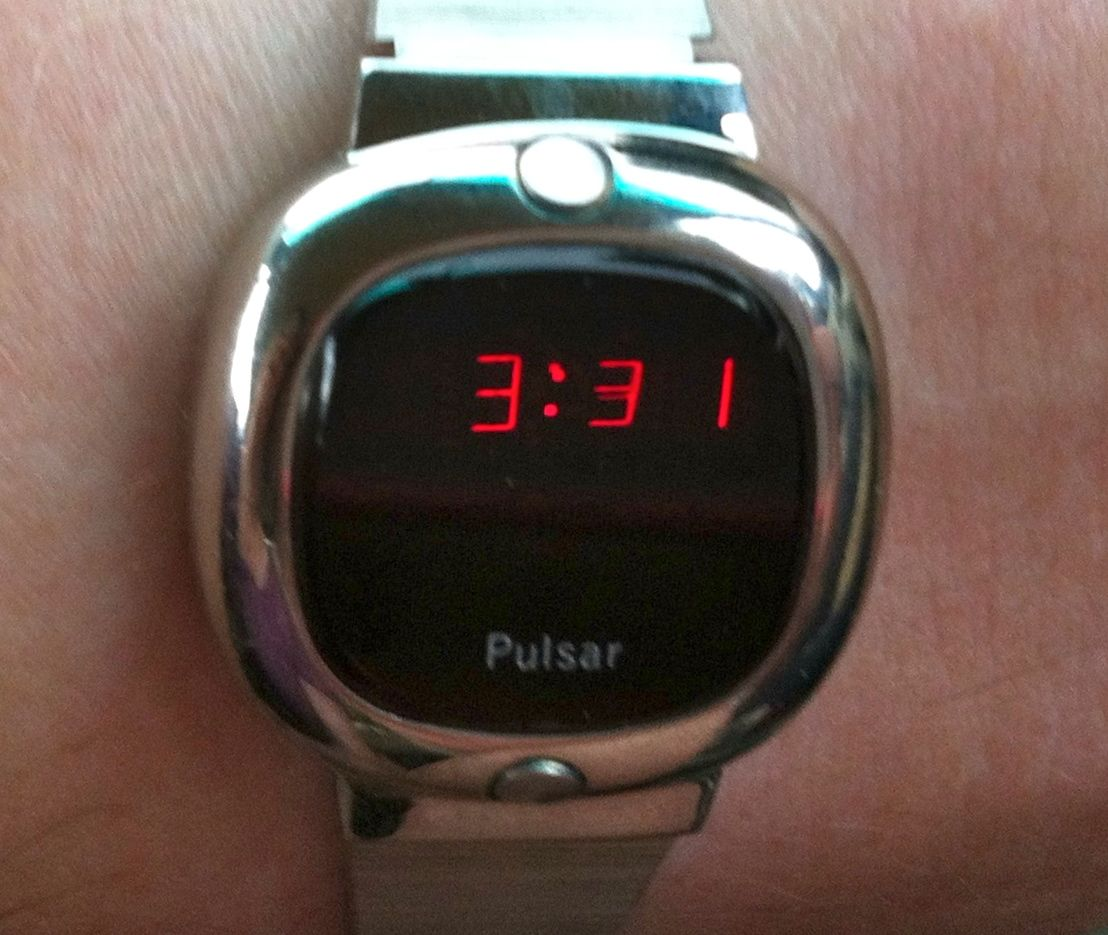
Zegarek marki Pulsar z wyświetlaczem LED z 1976 r.

Pulsar – marka zegarków należąca obecnie do japońskiego koncernu Seiko Watch Corporation. Marka stworzona przez amerykańską firmę Hamilton Watch Corporation debiutowała w 1972 roku, kiedy to został zaprezentowany pierwszy na świecie cyfrowy zegarek elektroniczny, model Hamilton Pulsar P2 2900.

## Kalendarium
1972 r. – firma Hamilton Watch stworzyła pierwszy unikatowy model zegarka Pulsar P1
1973 r. – Pulsar stał się zegarkiem Rogera Moore’a, a raczej Jamesa Bonda w „Żyj i pozwól umrzeć”
1974 r. – pojawił się pierwszy damski zegarek
1979 r. – po zmianach własnościowych w firmie, zegarki Pulsar pojawiły się na rynku amerykańskim z nowym wyglądem i z nowymi funkcjami, tym razem wprowadzone przez Seiko Corporation of America
1980 r. – Pulsar został wprowadzony m.in. do Francji, Wielkiej Brytanii, Niemiec, Hiszpanii
1999 r. – Pulsar trafił na rynek polski
2009 r. – Pulsar stał się oficjalnym partnerem M-Sport World Rally Team